# Ľubomír Dolgoš
Ľubomír Dolgoš (20. srpna 1956 Podbrezová - 29. prosince 2004 Bratislava) byl slovenský ekonom, vysokoškolský pedagog a politik za HZDS, po sametové revoluci československý poslanec Sněmovny národů Federálního shromáždění a slovenský ministr privatizace.

## Biografie
V letech 1979-1983 vystudoval Národohospodářskou fakultu Vysoké školy ekonomické v Bratislavě. Po osm let působil v Ekonomickém ústavu Slovenské akademie věd.
Počátkem 90. let jako zplnomocněnec slovenské vlády zakládal Protimonopolný úrad Slovenskej republiky, kterému v letech 1990-1992 předsedal. Ve volbách roku 1992 byl za HZDS zvolen do slovenské části Sněmovny národů. Ve Federálním shromáždění setrval do zániku Československa v prosinci 1992. Uvádí se bytem Dunajská Streda. V této době zasedl i do slovenské vlády (druhá vláda Vladimíra Mečiara), v níž působil od jejího vzniku v roce 1992 až do června 1993 jako ministr pro správu a privatizaci národního majetku. Vzhledem ke svým předchozím zkušenostem s antimonopolní politikou se jeho názory dostaly postupně do rozporu s politikou vlády a v červnu 1993 na ministerský post rezignoval.
Věnoval se pak publicistické a akademické dráze. V letech 1994-1995 byl vědeckým redaktorem pro slovenský deník Hospodárske noviny. V letech 1996-1999 si rozšířil vzdělání na Fakultě podnikového managementu Ekonomické univerzity v Bratislavě a na této škole pak v letech 1996-2004 působil jako učitel a proděkan Fakulty podnikového managementu. V roce 2001 se angažoval v politické straně Aliancia nového občana a do února 2002 byl jejím místopředsedou pro ekonomiku. Zemřel v prosinci 2004 v Bratislavě na následky těžkého zranění, které utrpěl při silniční dopravní nehodě.